# Облачен варан
Облачните варани (Varanus nebulosus) са вид влечуги от семейство Варанови (Varanidae).
Разпространени са в Югоизточна Азия.
Таксонът е описан за пръв път от британския зоолог и филателист Джон Едуард Грей през 1831 година.